# Lasiocampinae
Sous-famille
Les Lasiocampinae sont une sous-famille d’insectes lépidoptères de la famille des Lasiocampidae.

## Liste des genres
- Anadiasa Aurivillius, 1904.
- Anastrolos Fletcher, 1982.
- Beralade Walker, 1855.
- Caloecia Barnes et McDunnough, 1911.
- Chilena Walker, 1855.
- Cosmotriche Hübner, 1820.
- Cyclophragma Turner, 1911.
- Dendrolimus Germar, 1812.
- Dicogaster Barnes et McDunnough, 1911.
- Entometa Walker, 1855.
- Eremaea Turner, 1915.
- Ergolea Dumont, 1922.
- Eriogaster Germar, 1810.
- Eutachyptera Barnes et McDunnough, 1912.
- Euthrix Meigen, 1830.
- Genduara Walker, 1856.
- Gloveria Packard, 1872.
- Lasiocampa Scrank, 1802.
- Lenodora Moore, 1883.
- Macrothylacia Rambur, 1866.
- Malacosoma Hübner, 1820.
- Neurochyta Turner, 1918.
- Opsirhina Walker, 1855.
- Pachypasa Walker, 1855.
- Pararguda Bethune-Baker, 1908.
- Pinara Walker, 1855.
- Poecilocampa Stephens, 1828.
- Porela Walker, 1855.
- Psilogaster Reichenbach, 1817.
- Quadrina Grote, 1881.
- Sena Walker, 1862.
- Somadasys Gaede, 1932.
- Stoermeriana de Freina et Witt, 1983.
- Streblote Hübner, 1820.
- Symphyta Turner, 1902.
- Syrastrenopsis Grünberg, 1914.
- Trichiura Stephens, 1828.

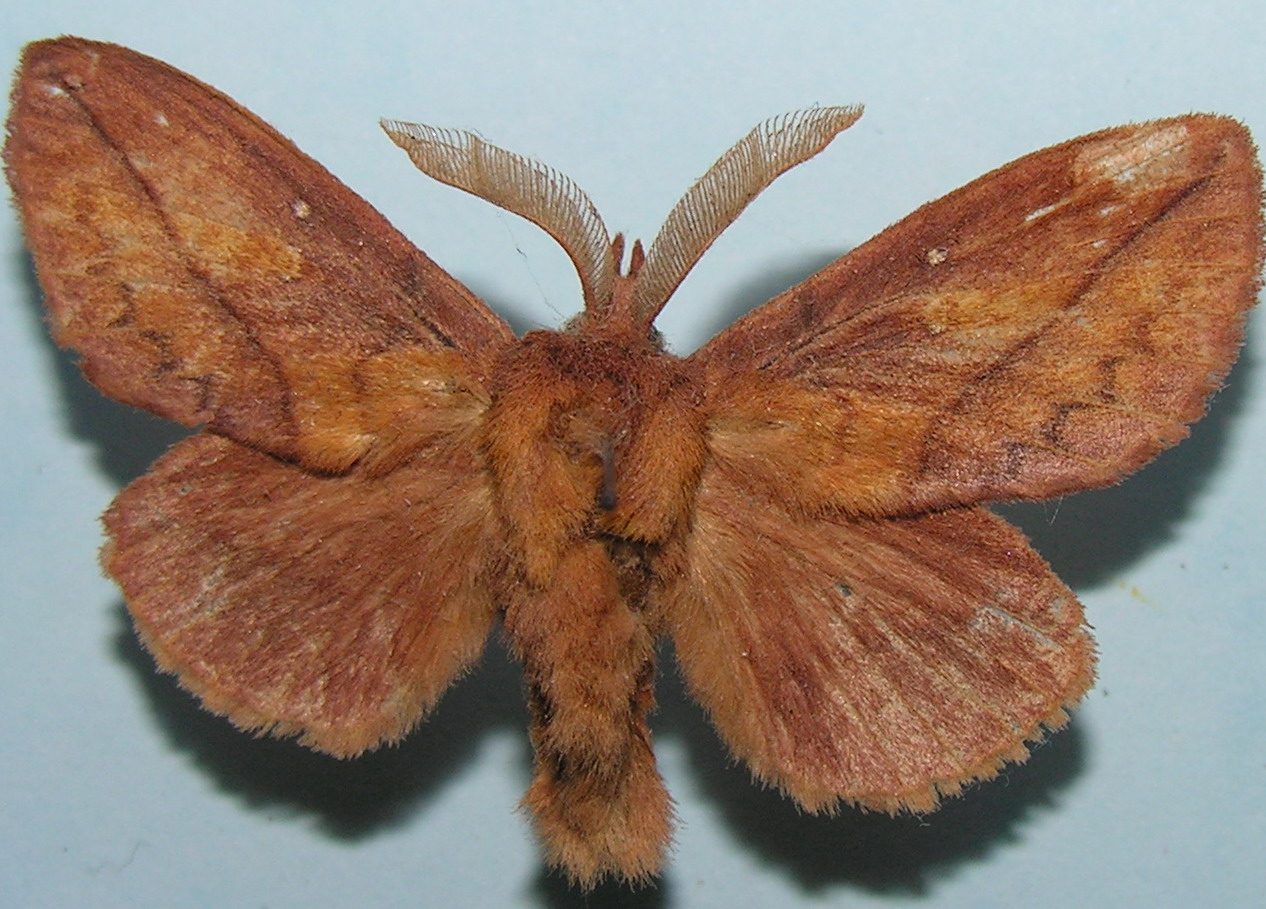
Cosmotriche
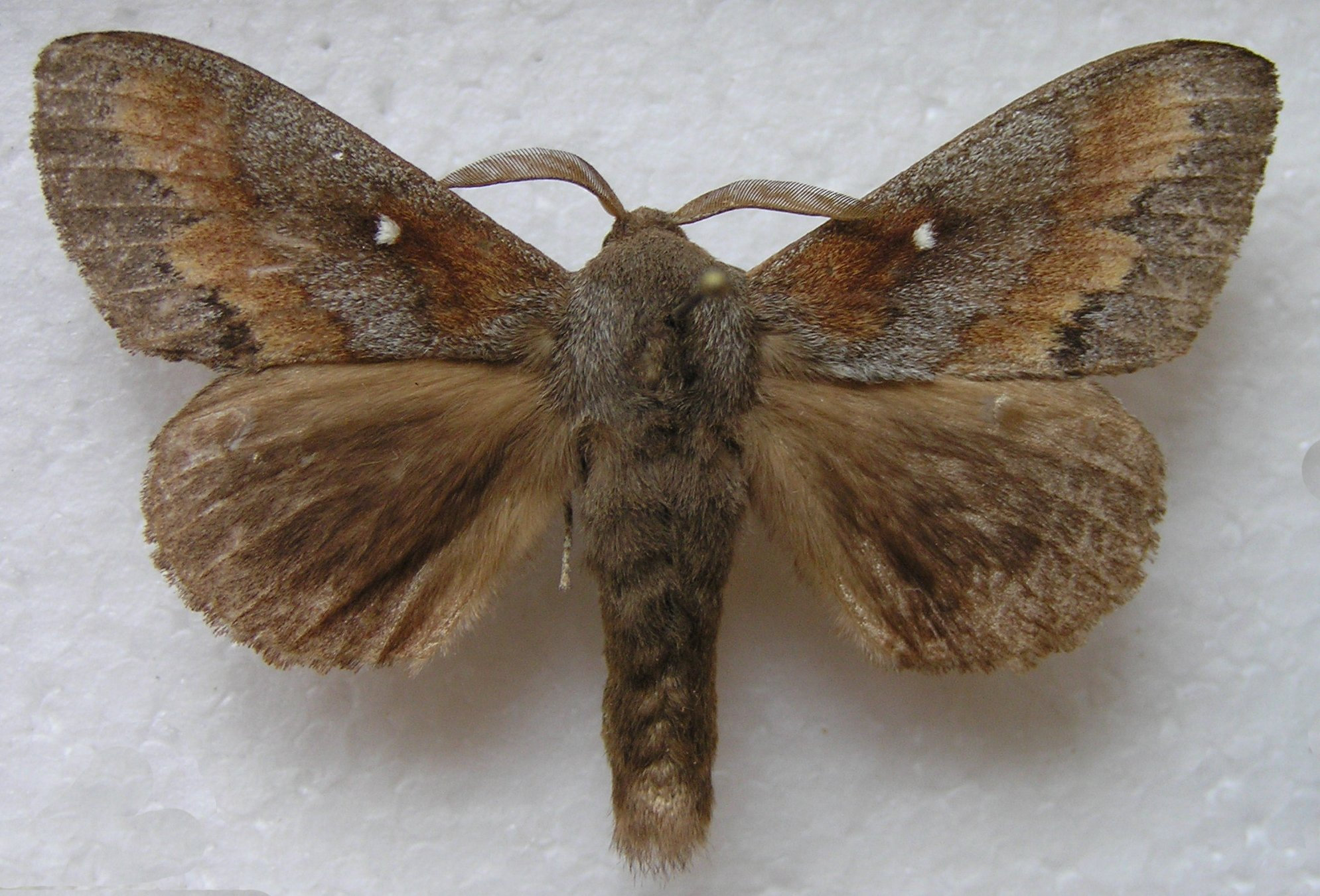
Dendrolimus pini
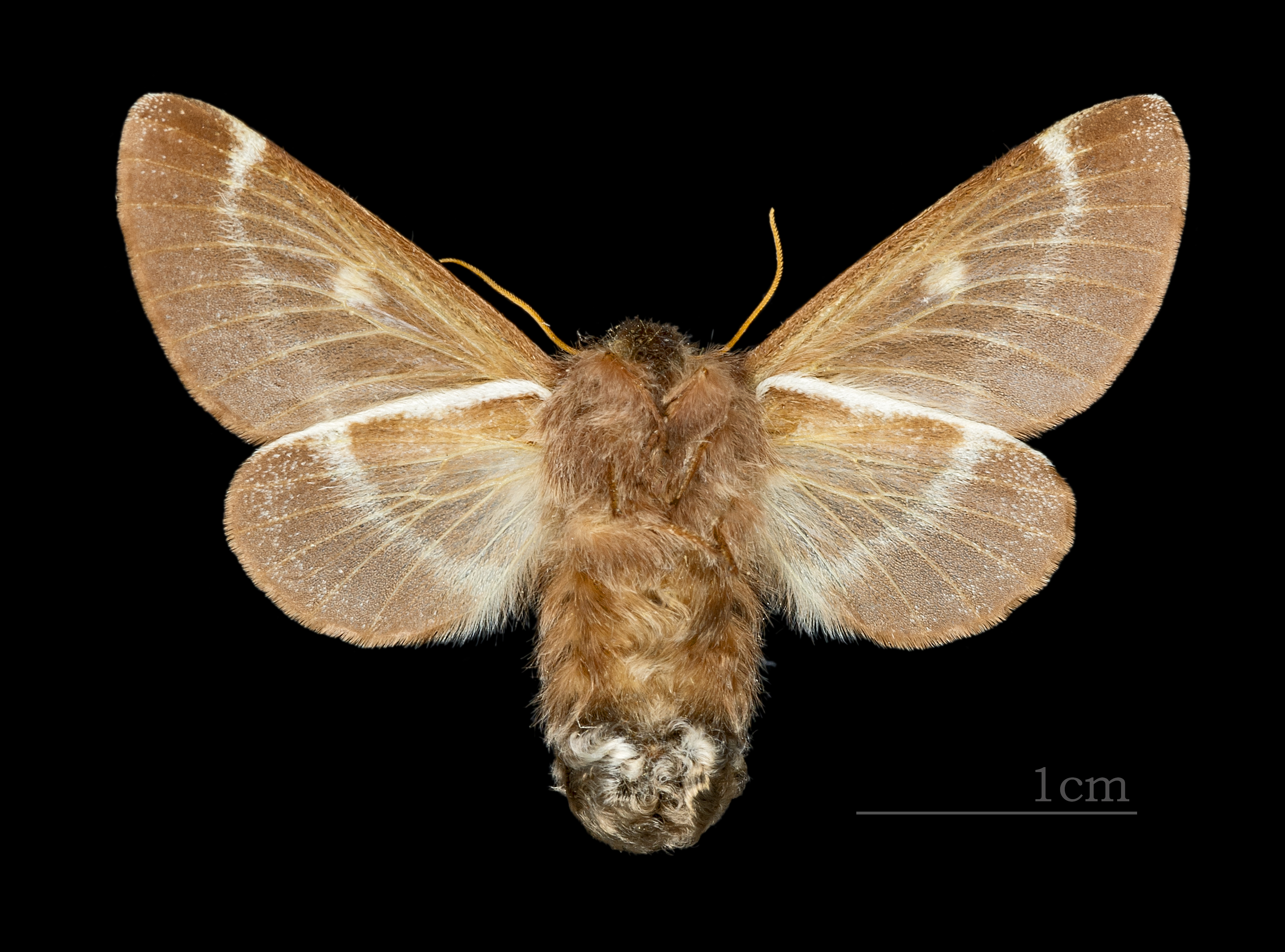
Eriogaster lanestris
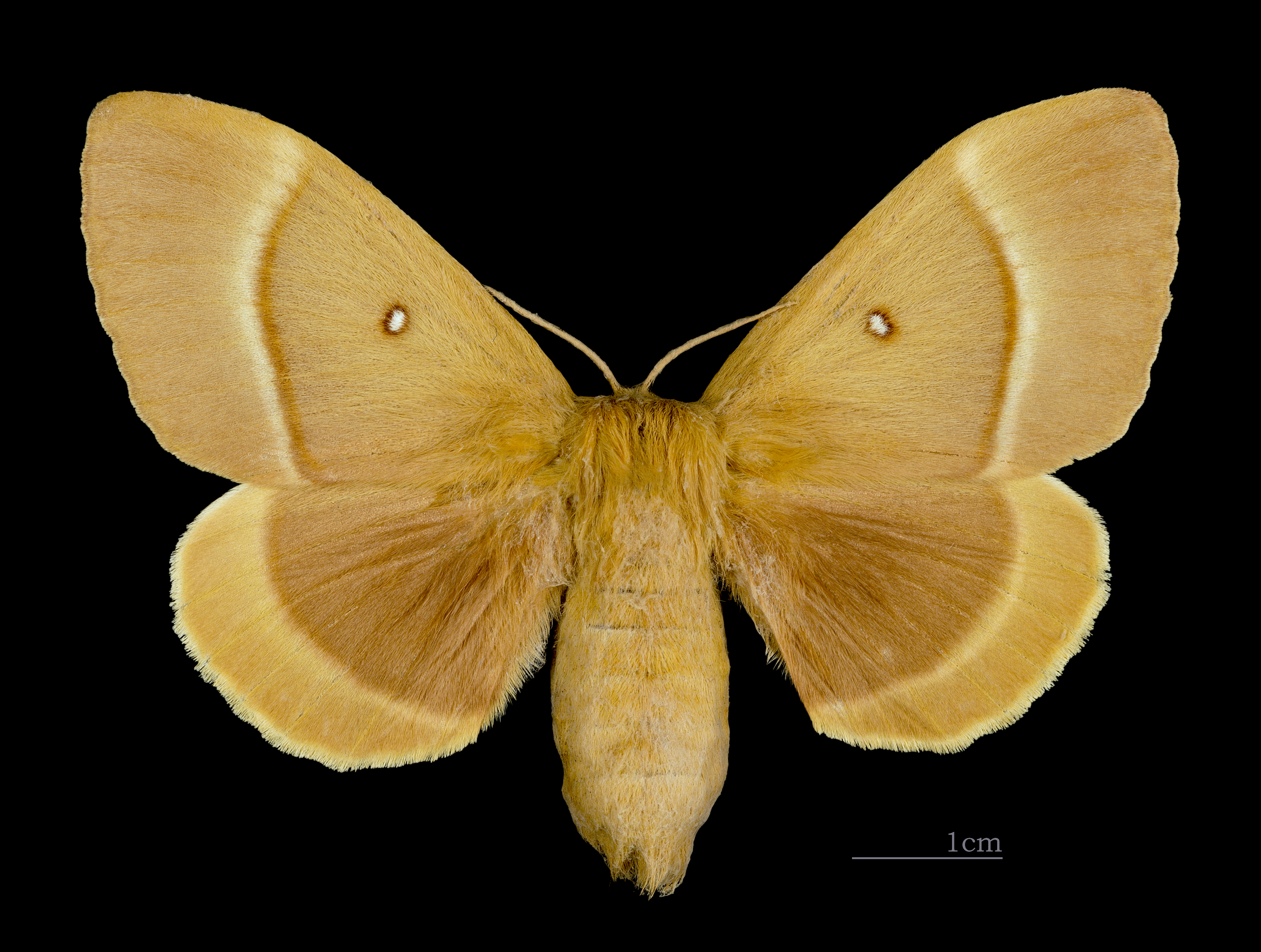
Lasiocampa quercus
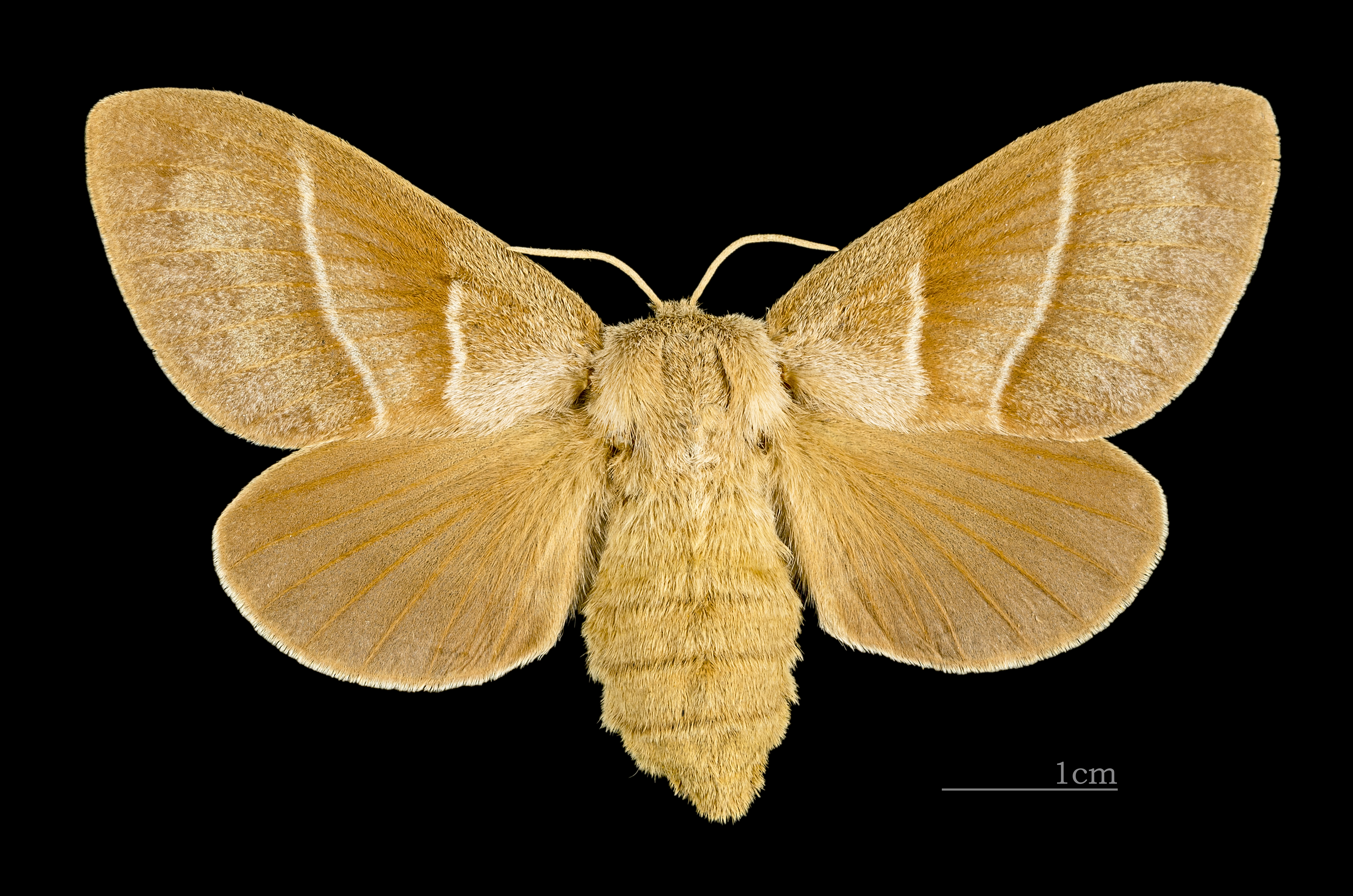
Macrothylacia rubi
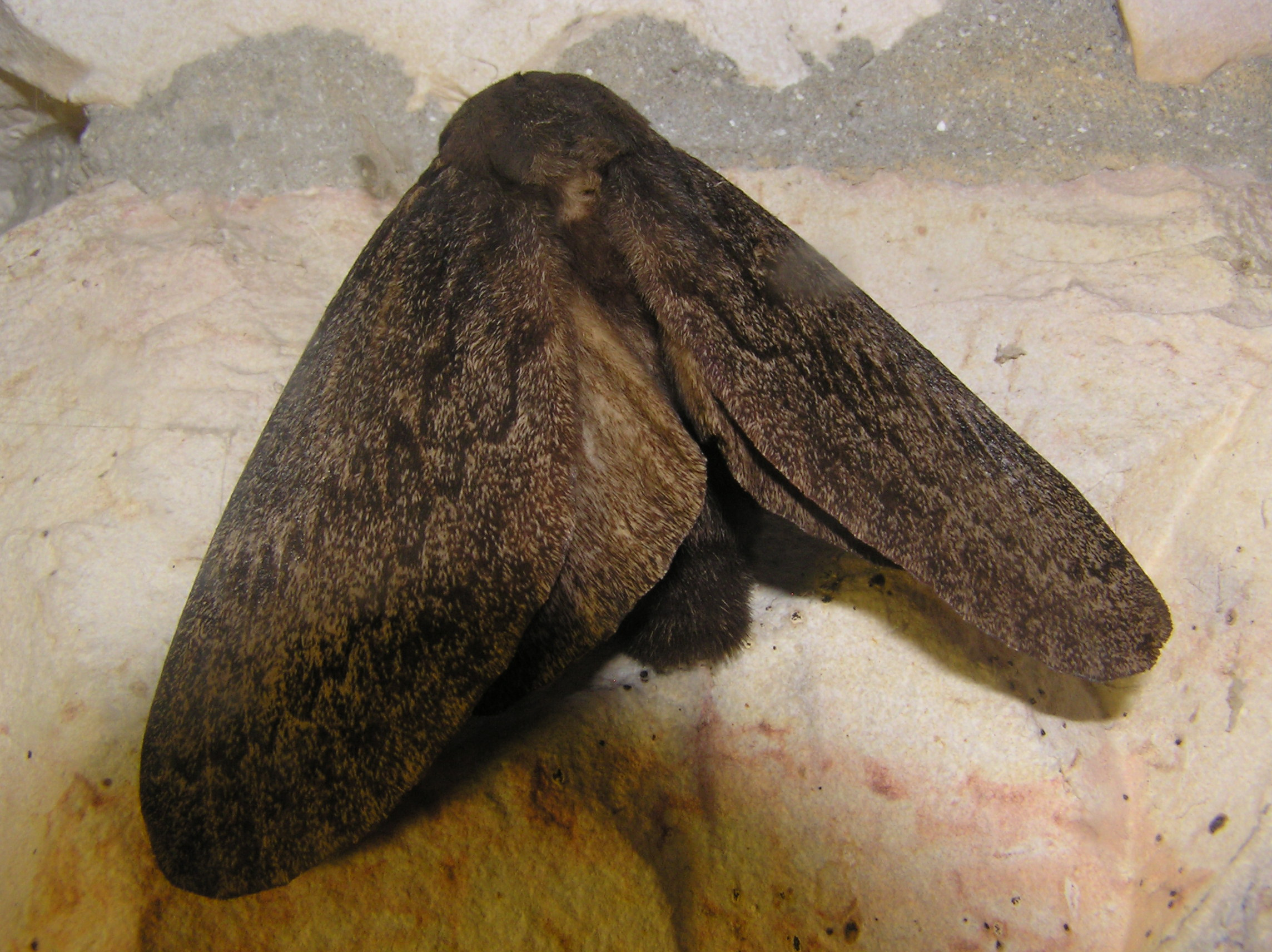
Pachypasa otus
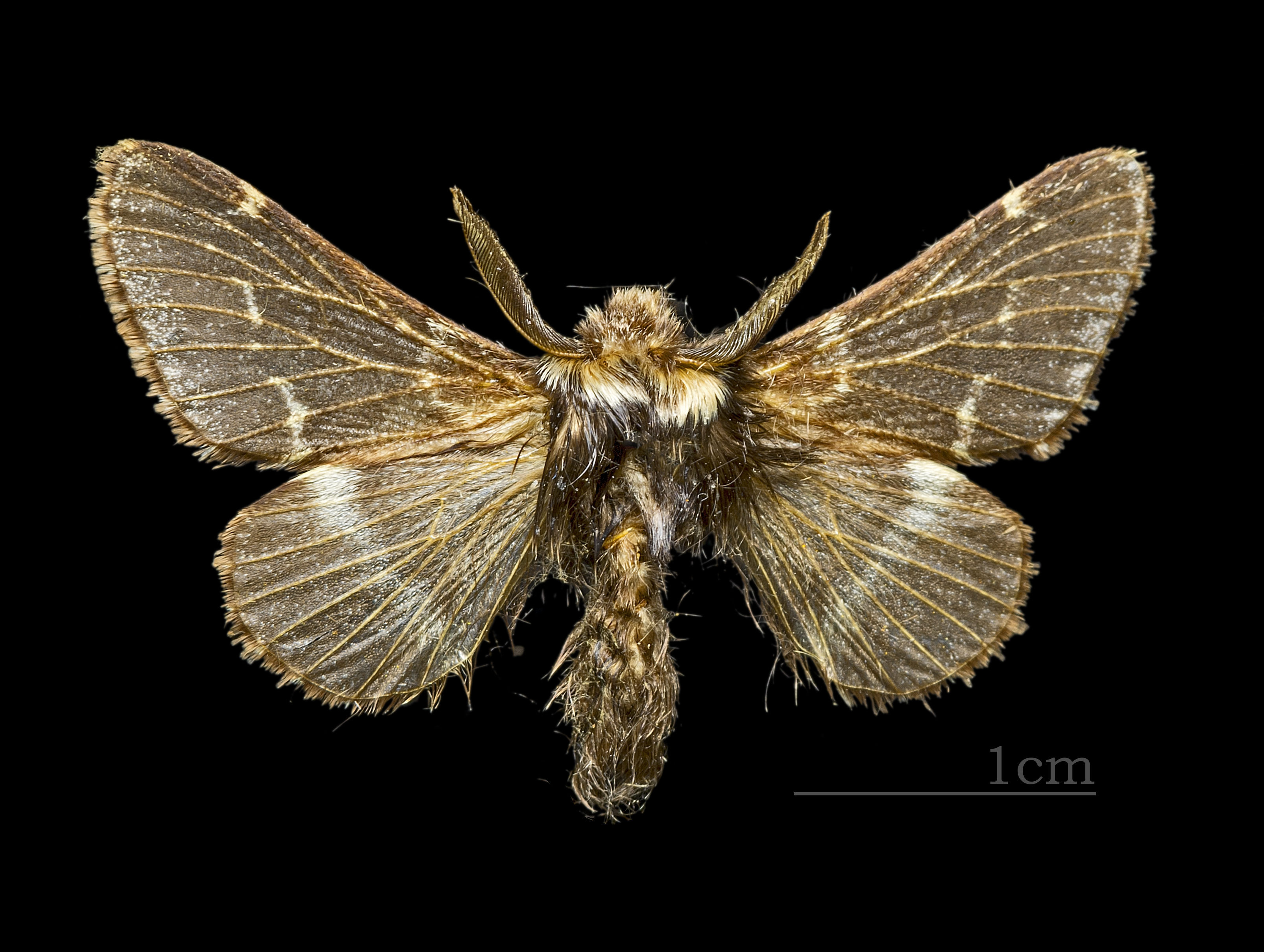
Poecilocampa populi